# Eh’häusl

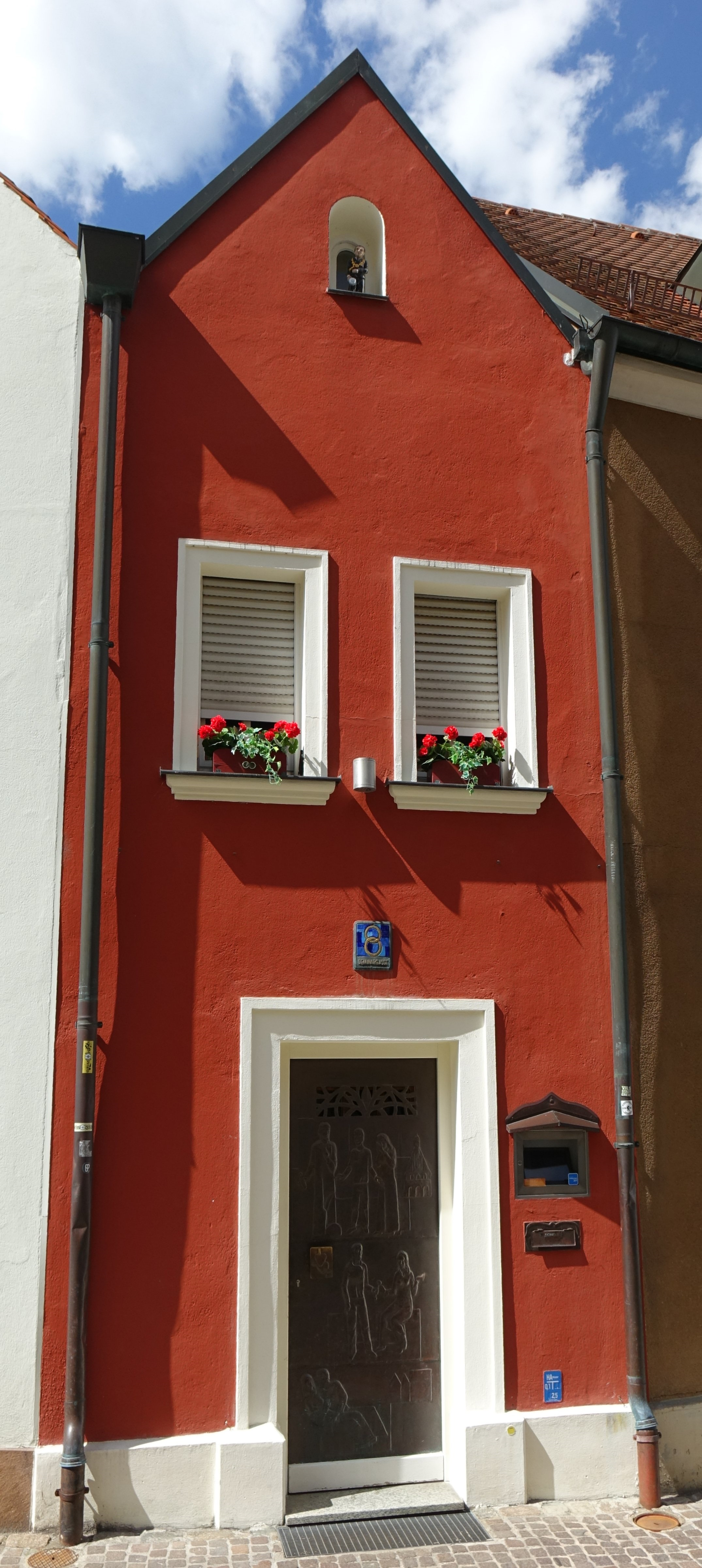
Das Eh’häusl.

Das Eh’häusl ist ein zweieinhalb Meter breites Hotel in der Altstadt von Amberg (Oberpfalz). Laut Angaben der Betreiberin, der Stadtbau-Gesellschaft der Stadt Amberg, gilt es heute als „kleinstes Hotel der Welt“.
Der Name des Gebäudes leitet sich möglicherweise von frühneuhochdeutsch Ehalten (für ‚Gesinde‘, ‚Dienstboten‘) und wurde vermutlich im 18. oder 19. Jahrhundert im Volksmund zu ‚Ehehäuschen‘/‚Ehehaus‘ umgedeutet.
Das Haus wurde auf einer etwa 20 Quadratmeter großen Grundfläche errichtet und ohne Seitenwände zwischen zwei Nachbarhäuser eingehängt.

## Geschichte
Eines der zentralen Anliegen der bayerischen Landesgesetzgebung vom 14. bis zum ausgehenden 18. Jahrhundert war das Bemühen, die Steigerung der Geburtenrate besonders bei finanziell weniger gut gestellten Personen zu bremsen. Heiraten von Gesinde oder Tagelöhnern wurden aus diesem Grund erschwert oder gar verboten. Der Rat der Stadt Amberg soll als Bedingung für die kirchliche Trauung „einen schuldenfreien Haus- und Grundbesitz“ verlangt haben. Einer Sage nach soll ein Amberger Bürger im Jahr 1728 das Eh’häusl gebaut haben, um unvermögenden Paaren die Heirat zu ermöglichen, die es dann jeweils nach den Flitterwochen an das nächste Brautpaar weiterverkauft haben sollen. Noch bis ins 18. Jahrhundert soll das Haus ausschließlich frisch verheirateten Ehepaaren zu diesem Zweck gedient haben.
Als 1976 bei Baumaßnahmen im Zuge der Amberger Altstadtsanierung eines der beiden Nebengebäude abgerissen wurde, stürzte das Gebäude komplett ein. Es wurde in der Folge originalgetreu wieder aufgebaut und wird seither als Hotel betrieben.
In der ersten Hälfte des Jahres 2008 wurde das Eh’häusl für rund 200.000 Euro generalsaniert.
Im Jahr 2009 wurde im Rahmen der 975-Jahr-Feier der Stadt Amberg im Stadttheater Amberg von 150 Schülern des Unter- und Oberstufenchors des Max-Reger-Gymnasiums ein Musical über die Entstehung des Eh’häusls uraufgeführt.